# L'Enchantement de Shannara
 (avril 2024).
Si vous disposez d'ouvrages ou d'articles de référence ou si vous connaissez des sites web de qualité traitant du thème abordé ici, merci de compléter l'article en donnant les références utiles à sa vérifiabilité et en les liant à la section « Notes et références ».
L'Enchantement de Shannara est un roman de médiéval-fantastique écrit en 1985 par Terry Brooks. Il s'agit du troisième tome de la trilogie Shannara.

## Résumé des trois premiers chapitres
4170 : Les époux Will et Eretria Ohmsford partent faire une tournée des villages pour soigner les habitants du pays de Valombre. Ils laissent dans leur demeure leurs deux grands enfants Brin et Jair. Ceux-ci ont développé des dons pour la magie : "L'enchantement de Shannara". Le soir de la même journée, le druide Allanon arrive à la maison des Ohmsford. Il raconte aux jeunes gens qu'un nouveau danger menace les quatre terres. « Au premier temps de la terre, celui des elfes et des démons, fut créé un livre magique nommé l'Ildatch. Après avoir enfermé les démons derrière la barrière de l'Ellcrys, les elfes s'emparent du livre et le cachent. Puis les elfes périclitent. Les hommes apparaissent et dominent le monde. C'est le second âge de la terre qui finit avec les Grandes Guerres qui détruisent une grande partie de l'humanité. Lors du troisième âge - celui des cinq races - Brona, un druide de Paranor retrouve le livre et s'en sert pour devenir le roi-sorcier. Après sa chute définitive, ses serviteurs transportent le livre dans les terres de l'est. Ces hommes affectés par la magie du livre, se transforment en marcheurs noirs : les spectres Mords. Ils s'installent dans l'antique citadelle de Graymark et cachent le grimoire dans la forêt magique de Maelmord. Grâce à leurs nouveaux pouvoirs, ils fédèrent toutes les tribus gnomes sous leur commandement. Il y a six mois de cela, ils ont repris la guerre contre les nains.» Seul une personne avec un pouvoir magique peut stopper cette guerre en détruisant l'Ildatch. Allanon a choisi Brin pour cette mission. Dès le lendemain, il part avec la jeune fille pour le royaume des nains. Quelques jours plus tard, des gnomes et un spectre Mords arrivent à Valombre. Ils sont à la poursuite d'Allanon. Jair s'enfuit de chez lui pour ne pas être capturé...

## Personnages principaux
- Jair Ohmsford, fils de Wil Ohmsford et d'Eretria (deux des protagonistes principaux du livre précédent, Les Pierres elfiques de Shannara).
- Brin Ohmsford, fille de Wil Ohmsford et d'Eretria.
- Rone Leah, arrière-petit-fils de Menion Leah (personnage présent dans le tout premier livre, L'Épée de Shannara) et ami de Jair.
- Slanter, éclaireur gnome.
- Garet Jax, aventurier et épéiste réputé.

## Éditions françaises
- 1994 : L'Enchantement de Shannara, éditions J'ai lu, traduction de Bernadette Emerich (format poche).
- 2003 : L'Enchantement de Shannara, éditions Bragelonne, traduction de Rosalie Guillaume (format livre).
- 2006 : L'Enchantement de Shannara, éditions J'ai lu, traduction de Rosalie Guillaume (format poche).
- 2007 : L'Enchantement de Shannara, éditions Bragelonne, traduction de Rosalie Guillaume (format livre) - Nouvelle couverture.
- 2009 : L'Enchantement de Shannara, éditions J'ai lu, traduction de Rosalie Guillaume (format poche) - Nouvelle couverture.

## Invincible
Invincible est une nouvelle de médiéval-fantastique écrit en 2003 par Terry Brooks. Il s'agit d'un épilogue au livre L'Enchantement de Shannara. Il a été publié dans le deuxième tome de l'anthologie Légendes de la fantasy (Legends II) ainsi que dans la revue des éditions Bragelonne Fantasy 2006.

### Résumé des trois premières sections
4172 : Deux ans après la destruction de Graymark, Kimber Boh (une forestière amie de la famille Ohmsford) vient rendre visite aux Ohmsford à Valombre. Elle n'y trouve que Jair. Brin a épousé Rone. Elle est enceinte et vit désormais à Leah avec lui. Kimber délivre à Jair un message de son grand-père : une des pages de l'Ildatch existe toujours. Jair accepte de suivre la jeune femme jusqu'à la Pierre d'Atre pour y rencontrer son grand-père. Arrivé à destination, le vieux Cogline raconte à Jair que l'ombre d'Allanon lui est apparue en songe. Elle lui a révélé qu'une des pages de l'Ildatch a échappé à la destruction du livre et que les Mwellrets s'en sont emparés...

### Éditions françaises
- 2006 : Légendes de la fantasy - 2, éditions Pygmalion, traduction de Clotilde Landais (format livre).
- 2006 : Fantasy 2006, éditions Bragelonne, traduction de Clotilde Landais (format livre).
- 2008 : Légendes de la fantasy - 2, éditions J'ai lu, traduction de Clotilde Landais (format poche).

## Le Spectre de Shannara
Le Spectre de Shannara est un comic book de médiéval-fantastique écrit en 2008 par Robert Place Napton et dessiné par d'Edwin Huang David. C'est la suite du roman L'Enchantement de Shannara et de la nouvelle Invincible.

### Résumé du premier chapitre
4173 : Jair Ohmsford rêve à nouveau du jour où il a détruit la dernière page du livre magique l'Ildach. Il se rend à Leah pour en discuter avec sa sœur Brin. Sur le chemin du retour, il est contacté par l'esprit d'Allanon. Il le prévient que ses amis, Kimber et Cogline, ont été capturés par les Mwellrets. Ces derniers ont engagé la sorcière Croton pour retrouver ceux qui ont détruit la dernière page de l'Ildach...

### Éditions françaises
- 2009 : Le Spectre de Shannara, éditions Milday, traduction de Rosalie Guillaume (format manga).